# WHITE AND BLUE
『WHITE AND BLUE』は、堂島孝平の9枚目のオリジナルアルバム。2005年6月1日に徳間ジャパンコミュニケーションズより発売された。

## 収録曲
（全曲、作詞・作曲：堂島孝平）
1. レスキュー -I RESCUE YOU-
2. 新しい季節にウォーミングアップ! -WARMING UP!FOR DING-DONG DAYS-
3. 胸の閃光(フラッシュ) -WE ARE THE WORLD-
4. サンセットトラフィック -GOLDEN SUNSET TRAFFIC-
5. これ以上キミはいらない -(I WANT)NOTHING BUT YOU-
22枚目のシングル。
6. そして僕らは奏で合う -WE PLAY MUSIC-
7. ブルーマンデーブルー -BLUE MONDAY BLUE-
8. ナイトグライダー -TOKYO NIGHT GLIDING-
23枚目のシングル。
9. さよならLEO -LEO FOREVER-
10. SHORT CUTTER! -音の遊撃手-

| スタブアイコン | サブスタブ | この項目は、まだ閲覧者の調べものの参照としては役立たない、アルバムに関連した書きかけの項目です。この項目を加筆・訂正などしてくださる協力者を求めています（P:音楽/PJ:アルバム）。 |